# Jenny Siler
Jenny Siler (Pseudonym: Alex Carr; * 1971 in New Brunswick, New Jersey, Vereinigte Staaten) ist eine US-amerikanische Schriftstellerin.

## Leben
Siler wuchs in Missoula, Montana auf. Von 1986 bis 1989 lernte sie an der Phillips Academy in Andover, Massachusetts. Aufgrund guter Leistungen erhielt sie nach Schulabschluss ein Stipendium für die Columbia University. Dies nahm sie jedoch nicht wahr, sondern reiste einige Jahre durch Europa. Ihre Reise, auf der sie durch Frankreich, Schottland, Deutschland, Griechenland, Italien und Spanien kam, finanzierte sie mit verschiedensten Jobs und Hilfsarbeiten, wie Kellnern, Transport- und Lagerarbeiten, Modellstehen usw. Nach ihrer Rückkehr in die USA arbeitete sie in einer Konservenfabrik in Alaska und als Zimmermädchen, Gabelstaplerfahrerin, Taxifahrerin und Kellnerin in Key West, Florida. Nach einem kurzen erfolglosen Versuch, eine Universität in Montana zu besuchen, ließ Siler sich in Seattle nieder. Dort arbeitete sie wieder als Kellnerin. Nebenbei schrieb sie Romane und 1998 gelang ihr mit Easy Money ihre erste Veröffentlichung, der sich weitere Romane anschlossen. Sie verbrachte einige Jahre in Missoula und zog dann ins Shenandoahtal, Virginia, wo sie mit ihrem Mann und ihrer Tochter lebt.

## Themen
Siler schreibt Politthriller. Sie setzt sich in ihren Büchern mit den Praktiken der US-amerikanischen Geheimdienste, insbesondere der CIA, auseinander. Ihre Bücher handeln von verschiedenen Kriegen und der Rolle, die die USA und ihre Geheimdienste in diesen Kriegen spielten: Vietnamkrieg in Schnelle Beute, Libanesischer Bürgerkrieg und Irakkrieg in Portugiesische Eröffnung, Krieg in Afghanistan in Verschärftes Verhör.

## Anerkennung
Silers Portugiesische Eröffnung wurde auf Platz 9 des Krimi des Jahres 2008 in der KrimiZEIT-Bestenliste gewählt. 2008 erhielt ihr Buch The Prince of Bagram den Edgar Allan Poe Award in der Kategorie BEST PAPERBACK ORIGINAL. Ihr Buch Verschärftes Verhör wurde in die Reihe ZEIT-Edition: 12 Politthriller der Zeit aufgenommen. Silers Romane wurden in mehrere Sprachen übersetzt.

## Werke (Auswahl)
- Shot, Bolinda Audio, 2013, ISBN 978-1-4862-0069-6
- Verschärftes Verhör (englisch: The Prince of Bagram Prison, Orion, 2009, ISBN 978-0-7528-8448-6), Fischer Taschenbuch Verlag, Frankfurt am Main, 2010, ISBN 978-3-596-18311-1
- Portugiesische Eröffnung (englisch: An Accidental American, Orion, 2007, ISBN 978-0-7528-8109-6), Fischer Taschenbuch Verlag, Frankfurt am Main, 2008, ISBN 978-3-596-17715-8
- Ticket nach Tanger (englisch: Flashback, Henry Holt & Co, 2004, ISBN 978-0-8050-7211-2), Fischer Taschenbuch Verlag, Frankfurt am Main, 2006, ISBN 978-3-596-16594-0
- Auf dünnem Eis (englisch: ICED, St. Martin’s Paperbacks, 2001, ISBN 978-1-898800-77-4), Goldmann, 2001, ISBN 978-3-442-54169-0
- Schnelle Beute (englisch: Easy Money, Orion, 1999, ISBN 978-0-7528-3468-9), Goldmann, 2001, ISBN 978-3-442-44996-5

Die Übersetzungen vom Amerikanischen ins Deutsche erfolgten von Susanne Goga-Klinkenberg.